# Esther Neuenschwander
Esther Neuenschwander (Zúrich, 30 de septiembre de 1983) es una deportista suiza que compite en curling.
Ganó tres medallas en el Campeonato Mundial de Curling entre los años 2019 y 2022, y dos medallas en el Campeonato Europeo de Curling, en los años 2018 y 2019.
Participó en dos Juegos Olímpicos de Invierno, ocupando el séptimo lugar en Pyeongchang 2018 y el cuarto en Pekín 2022, en la prueba femenina.

## Palmarés internacional
| Campeonato Mundial | Campeonato Mundial     | Campeonato Mundial | Campeonato Mundial |
| Año                | Lugar                  | Medalla            | Prueba             |
| ------------------ | ---------------------- | ------------------ | ------------------ |
| 2019               | Silkeborg (Dinamarca)  | Medalla de oro     | Equipo             |
| 2021               | Calgary (Canadá)       | Medalla de oro     | Equipo             |
| 2022               | Prince George (Canadá) | Medalla de oro     | Equipo             |
| Campeonato Europeo |                        |                    |                    |
| Año                | Lugar                  | Medalla            | Prueba             |
| 2018               | Tallin (Estonia)       | Medalla de plata   | Equipo             |
| 2019               | Helsingborg (Suecia)   | Medalla de bronce  | Equipo             |